# Peter Viitanen
Peter Rainer Zakarias Viitanen (født 21. februar 1980 i Stockholm) er en svensk skuespiller, blandt andet kendt for sin rolle som Olof Palme i tv-serien The Unlikely Murderer og for sine roller i tv-serierne Clark og Kristina Ohlsson: Stockholm requiem.

## Biografi
Viitanen voksede op i bydelen Bredäng i det sydvestlige Stockholm og fik gennem sin storesøster adgang til en del castinger i sin ungdom. Det gav ham i 1993 en rolle i filmen Slangebøssen. Året efter fik han titelrollen i komediefilmen Sixten og høstede megen ros herfor, ikke mindst fra instruktøren Catti Edfeldt, der betegnede ham som ”et fund”. Siden har han haft flere roller i tv-serier som Majken (1995), som romantisk kæreste i Pip-Larssons (1998) og som oprørsk og forvirret teenager i Hotel Seger (2000-2001).
Gennem årene har Viitanen medvirket i adskillige teaterstykker samt i tv- og filmproduktioner. I 2018 blev han tildelt Filmforlæggernes pris "En särskild blick" for rollen som Kenneth Gärdestad i filmen Ted: For kærlighedens skyld.

## Filmografi (udvalg)
- 2022 - Försvunna Människor (tv-serie) – Erwin
- 2022 - Atonement (kortfilm) – Erik
- 2022 - Clark (tv-serie) – Sten Olofsson
- 2021 - The Unlikely Murderer (tv-serie) – Olof Palme
- 2021 - Vit skräp – Conny
- 2021 - Powerwalk (kortfilm) – personlig træner
- 2020 - LasseMajas detektivbureau – Togrøverens hemmelighed – Benny
- 2020 - Den längsta dagen – medvirkende
- 2018 - 1000-kronorsloppet (kortfilm) –
- 2018 - Kristina Ohlsson: Stockholm requiem (tv-serie) – Matti
- 2018 - Ted: For kærlighedens skyld – Kenneth Gärdestad
- 2017-2020 - Familien Löwander (tv-serie) – Leffe Viking
- 2017 - Veni Vidi Vici – Alex
- 2015 - Tjuvheder - Peter
- 2015 - Arne Dahl - Mørketal – David
- 2014 - Torpederna (tv-serie) – Tok-Tompa
- 2014 - Bastuklubben (tv-serie) – forskellige roller
- 2014 - Welcome to Sweden (tv-serie) – Peo
- 2013 - Mördaren ljuger inte ensam – Lil
- 2012-2014 - Ægte mennesker – Silas
- 2010 - Bröderna Jaukka (kortfilm) – Broder Jaukka
- 2009 - Wallander (tv-serie) – Hugo
- 2009 - 183 dagar (tv-serie) – lånehajen Thug
- 2008 - Oskyldigt dömd (tv-serie) – Johannes Enberg
- 2007 - Leende guldbruna ögon (tv-serie) – Sammi
- 2006-2007 - Tusindbrødre (tv-serie) – Dilan
- 2006 - Mesterværket (tv-serie) – Thomas
- 2005 - Lovisa och Carl Michael – fyr
- 2005 - Kim Novak badede aldrig i Genesarets sø – Snedtrut
- 2005 - Kocken - Sundsvall
- 2005 - Vindere og tabere – hundevagten
- 2004-2005 Orka! Orka! (tv-serie) – Niklas
- 2004 - Frøken Sverige – Ola
- 2004 - Lokalreportern (tv-serie) – Ticko
- 2002 - Skeppsholmen (tv-serie) – flink fyr
- 2000 - En klass för sig (tv-serie) – medvirkende
- 2000 - Hotel Seger (tv-serie) – Albert Lundström
- 2000 - Judith – Leo som ung
- 1998 - Pip-Larssons (tv-serie) - Ove Rasmusson
- 1998 - Längtans blåa blomma (tv-serie) – bud
- 1996 - Pin Up (kortfilm) – Hästen
- 1996 - Sommarlov (tv-serie) – medvirkende
- 1996 - Skyggernes hus (tv-serie) – Alexander
- 1995 - Majken – Sven-Olof
- 1994 - Sixten – Sixten
- 1993 - Slangebøssen – Nils